# سير (بعدان)

تعديل مصدري - تعديل

سير هي إحدى قرى عزلة سير بمديرية بعدان التابعة لمحافظة إب، بلغ تعداد سكانها 1039 نسمة حسب تعداد اليمن لعام 2004.